# مزرعه کاظم زارع
مزرعه کاظم زارع یک روستا در ایران است که در دهستان علی‌آباد ملک واقع شده‌است.